# 让-伊夫·鲁瓦
让-伊夫·鲁瓦（法語：Jean-Yves Roy，1969年2月17日—），加拿大男子冰球运动员，场上位置是前锋。他曾代表加拿大国家队参加1994年冬季奥林匹克运动会冰球比赛，获得一枚银牌。